# Šekel

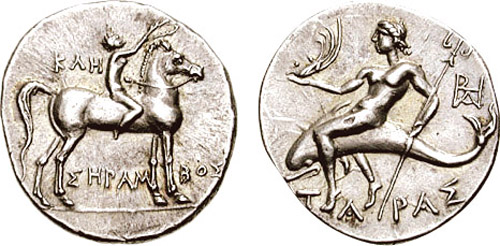
Stříbrný půlšekel se dostal do řecké kolonie Tarasu (Tarenta) během kartaginské/punské dominace nad jižní Itálií (viz Hannibal). Punská měna byla na šekelu založena

Šekel (hebrejsky שקל‎‎) je název starodávných jednotek hmotnosti a měny. Jedná se rovněž o měnu používanou v Izraeli.

## Historie
První známé užití se datuje k roku 3000 př. n. l. v Mezopotámii. Původním významem tohoto slova byla měrná jednotka ječmene. Etymologicky má toto slovo původ zřejmě v akkadštině, jelikož první slabika „še“ v tomto jazyce znamená ječmen. 1 šekel původně znamenal zhruba 180 zrn (cca 8,33 g). Před zavedením mincí v obchodování neznamenalo označení šekel peníze, ale jednotku váhy (obdobně jako například gram nebo trojská unce). Rané mince byly raženy oficiální pečetí, která dosvědčovala jejich váhu. Mince byly vymyšleny anatolskými kupci, kteří začali razit své mince, aby je nemuseli při každém použití vážit. Ražení bylo později převzato oficiálními úřady, které také určovaly vzhled mincí. Hérodotos tvrdí (a moderní výzkumy potvrzují), že první měna byla ražena Kroisem, králem Lýdské říše. Perská říše, která nad Lýdií zvítězila, převzala vynález ražených mincí v podobě zlatého dareiku (sg. dareikos). Řekové měli stříbrný athénský obolos a drachmu.

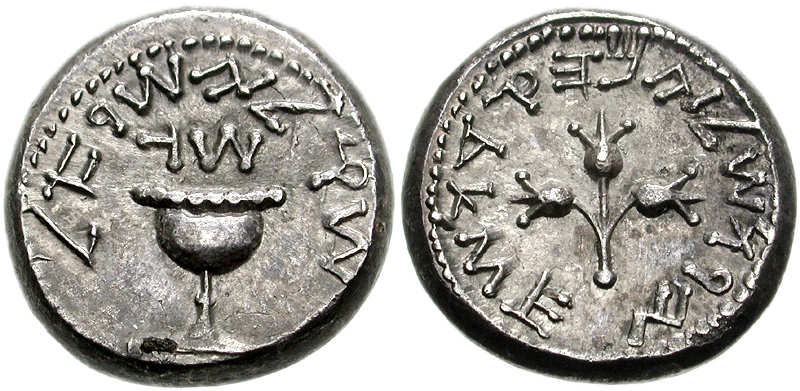
Mince vyražená při První židovské válce v roce 68 n. l. Na jedné straně je „Šekel Izraele, rok 3“, na druhé „svatý Jeruzalém“

Nejčastěji šekel označuje jednotku váhy stříbra nebo jiného kovu, později byl šekel používán jako jednotka váhy pro jakýkoli materiál. Stejně jako jiné starodávné jednotky představoval šekel různé hodnoty v závislosti na období, panství a oblasti. Prameny uvádějí hmotnost 8–14 gramů; běžné byly hodnoty i 11, 14 a 17 gramů. Mince byly zlaté nebo stříbrné a hmotností odpovídaly těmto jednotkám.
Šekel jako měnová jednotka byl běžně používán západosemitskými národy. Jako měnu i jednotku váhy používali šekel Moabci, Edomité a Féničané. Punská měna byla založena na šekelu, dědictví jejich kanaánských předků. V knize proroka Daniela je zmíněno aramejské slovo tekel (aramejská varianta slova šekel), které se objevuje během psaní na zeď při slavnostech krále Belšazara ve významu „zvážen“, „váha“.
Předpokládá se, že stříbrné tyrské šekely jsou oněmi „30 stříbrnými“ zmíněnými v Novém zákoně.
Šekel je rovněž od roku 1980 měnou Státu Izrael. Během let 1980–1985 byl označován jako izraelský šekel. Od roku 1985 pak jako nový izraelský šekel.

## Hodnota biblického šekelu
Šekel je v hebrejské části Bible neboli Tanachu poměrně frekventované slovo. První zmínka o něm se nachází už v První knize Mojžíšově, kde se popisuje, jak Abrahám vyjednává s Chetejcem Efrónem o koupi pozemku, na němž chtěl pohřbít svou zesnulou manželku. Cena byla vyjádřena hodnotou „čtyř set šekelů stříbra“. Ve výkladových poznámkách Českého ekumenického překladu Bible se uvádí, že 1 šekel v té době odpovídal přibližně váze stříbra o hmotnosti 8 gramů. Později používaný šekel určený svatyni neboli tzv. chrámový šekel, označovaný též jako těžký, vážil dvojnásobek, tedy 16 gramů. Dvacetina této váhy byla označována jako gera neboli zrno. Podle proroka Ezechiele mělo 60 šekelů váhově odpovídat 1 hřivně (hebrejsky מָנֶה, máné), takže podle výše uvedeného klíče by těžká hřivna měla vážit téměř 1 kilogram. Odlišné údaje ohledně slova šekel, které se používá jak v Bibli, tak v Talmudu, lze nalézt ve vysvětlivkách polského rabínského překladu Tóry, kde se uvádí, že běžný šekel stříbra má odpovídat hmotnosti 112,25 gramů, kdežto tzv. chrámový šekel stříbra hmotnosti 224,5 gramů. V případě šekelu zlata se pak má jednat o hmotnost 126,3 gramů, respektive 252,6 gramů.